# Colombia
De Republiek Colombia (Spaans: República de Colombia) is een land in het noordwesten van Zuid-Amerika. De hoofdstad is Bogota. Het land grenst in het noorden aan de Caraïbische Zee, in het oosten aan Venezuela, in het zuidoosten aan Brazilië, in het zuiden aan Peru en Ecuador en in het westen aan Panama en de Grote Oceaan. Met circa 50 miljoen inwoners is Colombia het derde land naar inwonertal van Latijns-Amerika (na Brazilië en Mexico).
Waar zich nu Colombia bevindt woonden van oorsprong verscheidene precolumbiaanse volkeren. Vanaf 1500 koloniseerden Spaanse conquistadores het gebied en stichtten er het Nieuw Koninkrijk Granada. Colombia verkreeg zijn huidige vorm na de onafhankelijkheid in 1819 en het uiteenvallen van de jonge republiek Groot-Colombia in 1831. Geweld en instabiliteit keerden daarna regelmatig terug, tijdens de 1000-daagse Oorlog (1899-1902), La Violencia (1948-1958), en de Colombiaanse Burgeroorlog (1964-heden). Ondanks de successen van het Colombiaans vredesproces, in het bijzonder de totstandkoming van een vredesakkoord tussen de regering en rebellenbeweging FARC (2016), wordt op enkele plekken nog gevochten.
Het Colombiaanse grondgebied strekt zich uit van het Amazoneregenwoud in het zuidoosten tot de rivierendelta's en kustgebieden in het noorden en westen. Grote steden zoals Bogota, Medellín en Cali bevinden zich op hoog niveau in het Andesgebergte. Colombia is een democratie, een republiek en een eenheidsstaat. De economie is de op drie na grootste van het continent en wordt tot de voornaamste groeimarkten van de wereld gerekend. Sinds 28 april 2020 is Colombia lid van de OESO.

## Geschiedenis
In het precolumbiaanse tijdperk werd het land bewoond door inheemse volken met verschillende niveaus van beschaving en organisatie. De oudst gevonden resten van menselijke bewoning dateren van 16.400 jaar geleden.
Drie- tot vierhonderd jaar voor onze jaartelling trokken Chibcha-sprekende indianen vanuit Midden-Amerika naar Colombia, Venezuela en Ecuador. De Muisca bereikten een hoge graad van economische en politieke ontwikkeling. Toen de Europeanen rond 1500 Zuid-Amerika begonnen te ontdekken waren de Muisca de meest prominente etnische groep.
Rodrigo de Bastidas landde in 1500 als eerste Europeaan op de Colombiaanse kust. In 1509 stichtte Alonso de Ojeda de noordwestelijke kustplaats San Sebastian de Urabá.
In 1717 kreeg het gebied, onafhankelijk van het Onderkoninkrijk Peru, een eigen koloniale jurisdictie onder de naam Onderkoninkrijk Nieuw-Granada. Het land kwam voornamelijk overeen met het huidige Colombia, Ecuador, Venezuela en Panama.
In 1810 verklaarde Colombia zich onafhankelijk. Spaanse troepen onder leiding van generaal Pablo Morillo heroverden het land echter na de napoleontische oorlogen. Pas in 1819 was er sprake van een echte onafhankelijkheid onder leiding van Simón Bolívar en Francisco de Paula Santander. Simón Bolívar werd de eerste president van Colombia.

## Geografie

### Fysieke kenmerken

Geografische indeling

Er zijn in Colombia in grote lijnen 5 gebieden die onderscheiden kunnen worden naar klimaat en landschap:
- de Andes in het westen. Hier woont het grootste deel van de bevolking, voornamelijk in de miljoenensteden Bogota, Medellín en Cali;
- de Caraïbische kust. Ook hier bevinden zich enkele belangrijke bevolkingscentra, zoals Cartagena en Barranquilla;
- de Pacifische kust;
- de vlaktes van de Orinoco;
- het oerwoud van de Amazone (het Orinoco- en Amazonegebied). Dit beslaat 54% van de oppervlakte van Colombia, maar er woont maar 3% van de Colombianen.

Door de vele gebergtes is Colombia rijk aan rivieren. Het merendeel hiervan stroomt in en naar het oosten. De belangrijkste rivieren in het noorden zijn de Meta, de Vichada en de Guaviare (allen in het stroombekken van de Orinoco). In het westen van het land stromen de Magdalena (in de dalen van de Andes) en de Cauca.

### Klimaat

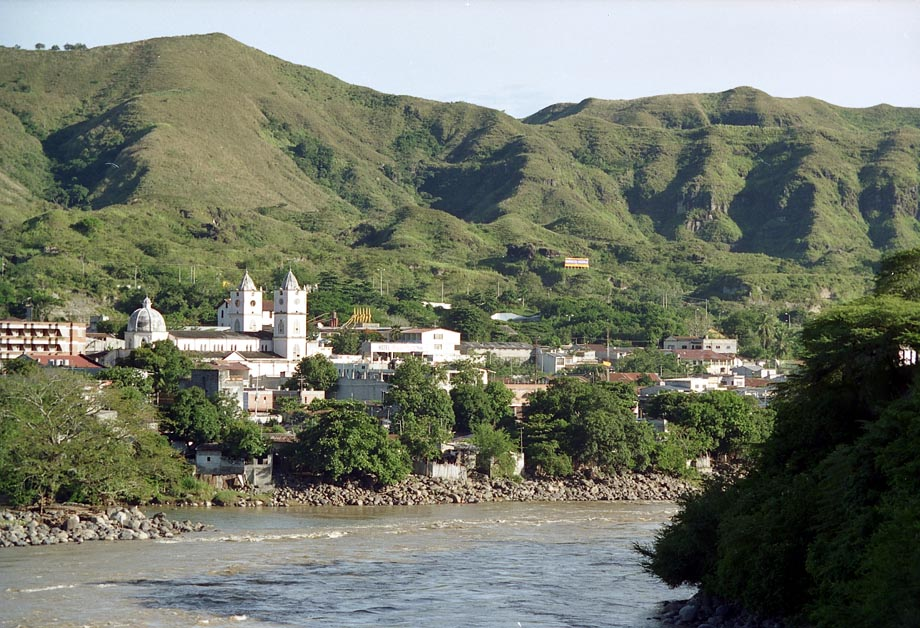
Honda aan de Magdalenarivier

Colombia ligt vrijwel op de evenaar maar door de grote hoogteverschillen komen er vier verschillende klimaatzones voor. 83% van het land ligt lager dan 1000 meter en de gemiddelde temperatuur is er 24 °C. 9% van het land ligt tussen 1000 meter en 2000 meter hoogte met een gemiddelde temperatuur van 18 °C. 6% van het landoppervlak ligt tussen 2000 en 3000 meter met een gemiddelde temperatuur van 12 °C. Eeuwige sneeuw vindt men boven 4500 meter hoogte.
De seizoenen worden in Colombia eerder gekarakteriseerd door regenval dan door temperatuurwisselingen. In de lage gebieden aan de Caraïbische kust (het noorden) is er een droog seizoen van december tot maart, de rest van het jaar is het regenachtig. In het zuiden wordt het regenseizoen onderbroken door een periode van minder regen in juni en juli, aan de Pacifische kust komt een droog seizoen bijna niet voor. Het schiereiland van La Guajira aan de Caraïbische Zee, dat in de regenschaduw van de Sierra Nevada de Santa Marta ligt, heeft juist een steppeklimaat en hetzelfde geldt voor de kleine Tatacoa-woestijn in het Andesgebergte.

### Natuur
Colombia is zeer rijk in plantengroei, er leven 45000 soorten planten waarvan velen endemisch; grote delen van het land zijn met tropisch regenwoud bedekt. Aan de kust komen mangrovebossen voor. De bovenloop van de Magdalena bestaat grotendeels uit savanne, de llanos.
De kerstorchidee (Cattleya trianae) is de nationale bloem van Colombia.
De Andescondor is de nationale vogel van Colombia, de grootste van de 1851 soorten vogels van Colombia.
18% van het totale aantal soorten vogels wereldwijd leeft in Colombia.
De waspalm, Ceroxylon quindiuense is de hoogste palm ter wereld en de nationale boom van Colombia.

## Bevolking
De meeste mensen wonen in het Andesgebied en het Caraïbisch kustgebied. Zo'n 49% van de Colombianen woont in de steden. Slechts een klein percentage van de bevolking is van inheemse afkomst. Ongeveer de helft van de bevolking bestaat uit mestiezen 58%, 20% is blank, 3,4% is van de inheemse bevolking en 10,6% is van Afrikaanse afkomst. Het overgrote merendeel van de bevolking spreekt Spaans, in het kustgebied Caraïbisch-Spaans. De meerderheid van de Colombianen is rooms-katholiek, ook zijn er voornamelijk onder de inheemse bevolking aanhangers van natuurgodsdiensten.
Volgens het Ontwikkelingsprogramma van de Verenigde Naties leefde in Colombia 64,0% van de bevolking onder de armoedegrens in de periode 2000-2007. In 2009 was dit nog 49,2% en in 2011 is het percentage van de Colombiaanse bevolking dat onder de armoedegrens leeft verder afgenomen tot 45,5%.

## Bestuur en politiek

### Staatsinrichting
Colombia is een presidentiële republiek en een van de oudste democratieën in Zuid-Amerika. De huidige grondwet dateert van 1991.
Het volk is vertegenwoordigd in het Congres, dat uit twee kamers bestaat: de Kamer van Afgevaardigden (188 leden) en de Senaat (108 leden). De ministers zijn geen verantwoording verschuldigd aan het parlement maar aan de president, die ook regeringsleider is. De president is tevens de bevelhebber over het leger, maar in conflictgebieden heeft het leger een vergaande staatsrechtelijke bevoegdheid.
Een presidentiële ambtstermijn bedraagt volgens de grondwet vier jaar en een president kan niet worden herkozen. Een uitzondering hierop bestond in de periode 2005–2015, toen een herverkiezing voor een tweede ambtstermijn was toegestaan. De presidenten Álvaro Uribe (2002–2010) en Juan Manuel Santos (2010–2018) dienden elk twee ambtstermijnen.

### Bestuurlijke indeling

Departementen van Colombia

Colombia is een eenheidsstaat die bestaat uit 32 departementen plus het Hoofdstedelijk District van Bogota. Departementen met veel inwoners zijn verder ingedeeld in regio's of provincies, die vooral dienen ter ondersteuning van het bestuur van het betreffende departement en de gemeenten. Ze hebben zelf weinig macht. Het laagste bestuursniveau is doorgaans dat van de gemeente (municipio). De dichtstbevolkte departementen bestaan uit meer dan honderd gemeenten, de dunstbevolkte maar uit enkele (die dan vaak groter zijn dan Vlaanderen). In sommige departementen worden zeer dunbevolkte gebieden bestuurd als departementale districten (corregimiento departamental) of gemeentelijke districten (corregimientos municipal).

### Mensenrechten
Amnesty International meldde in het Jaarboek 2007: "Ofschoon sommige vormen van geweld in verband met het slepende conflict in Colombia terugliepen, met name moordpartijen en ontvoeringen, waren ernstige mensenrechtenschendingen nog altijd aan de orde van de dag. Alle partijen bij het conflict (...) schonden de mensenrechten en het internationaal humanitair recht. Ze waren verantwoordelijk voor oorlogsmisdrijven en misdrijven tegen de menselijkheid. Het aantal mensen dat ontheemd raakte door het conflict liep terug, maar het grote aantal ontheemde mensen bleef een punt van zorg. Vakbondsmensen en mensenrechtenactivisten waren het doelwit van geweld, met name door paramilitaire groeperingen. Er waren aanhoudende berichten over buitengerechtelijke executies door leden van de veiligheidstroepen, gerichte moordpartijen op burgers en ontvoeringen door guerrillatroepen."

## Economie

### Energievoorziening
In 2014 produceerde het land 127 miljoen ton olie-equivalent (Mtoe, 1 Mtoe = 11,63 TWh), waarvan 94% fossiele energie was. Dat was veel meer dan nodig voor de energievoorziening, het TPES (total primary energy supply) was 34 Mtoe. Het land exporteerde 88 Mtoe fossiele brandstof meer dan het importeerde.
Van de energie ging ongeveer 8 Mtoe verloren bij conversie in de energie-industrie. Voor eindgebruikers resteerde 25 Mtoe, waarvan 4,4 Mtoe aan elektriciteit die voor 71% met waterkracht opgewekt werd.
De uitstoot van kooldioxide was 73 megaton, dat is 1,5 ton per persoon. Het wereldgemiddelde is 4,5 ton per persoon.

### Toerisme

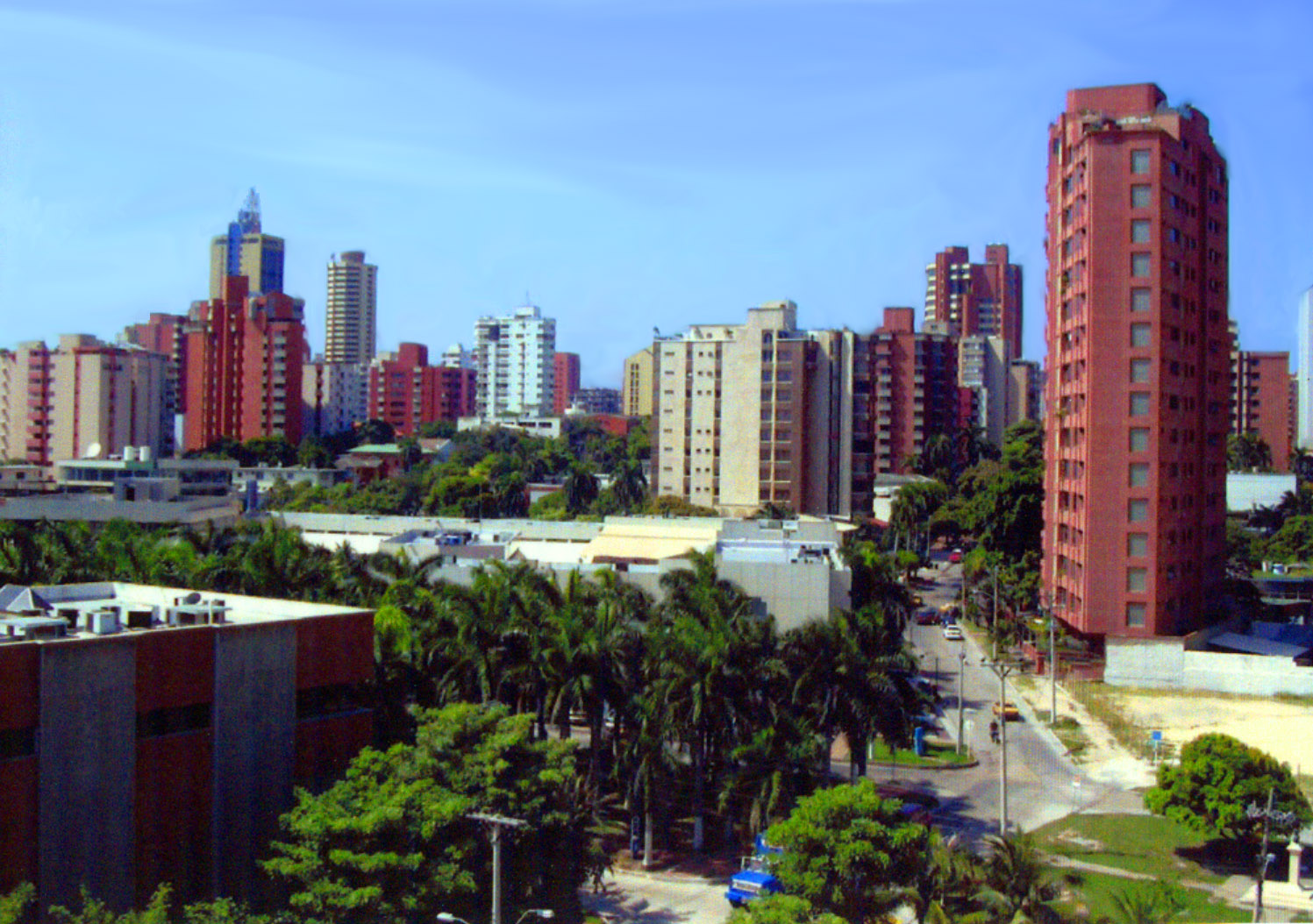
Barranquilla - Atlántico

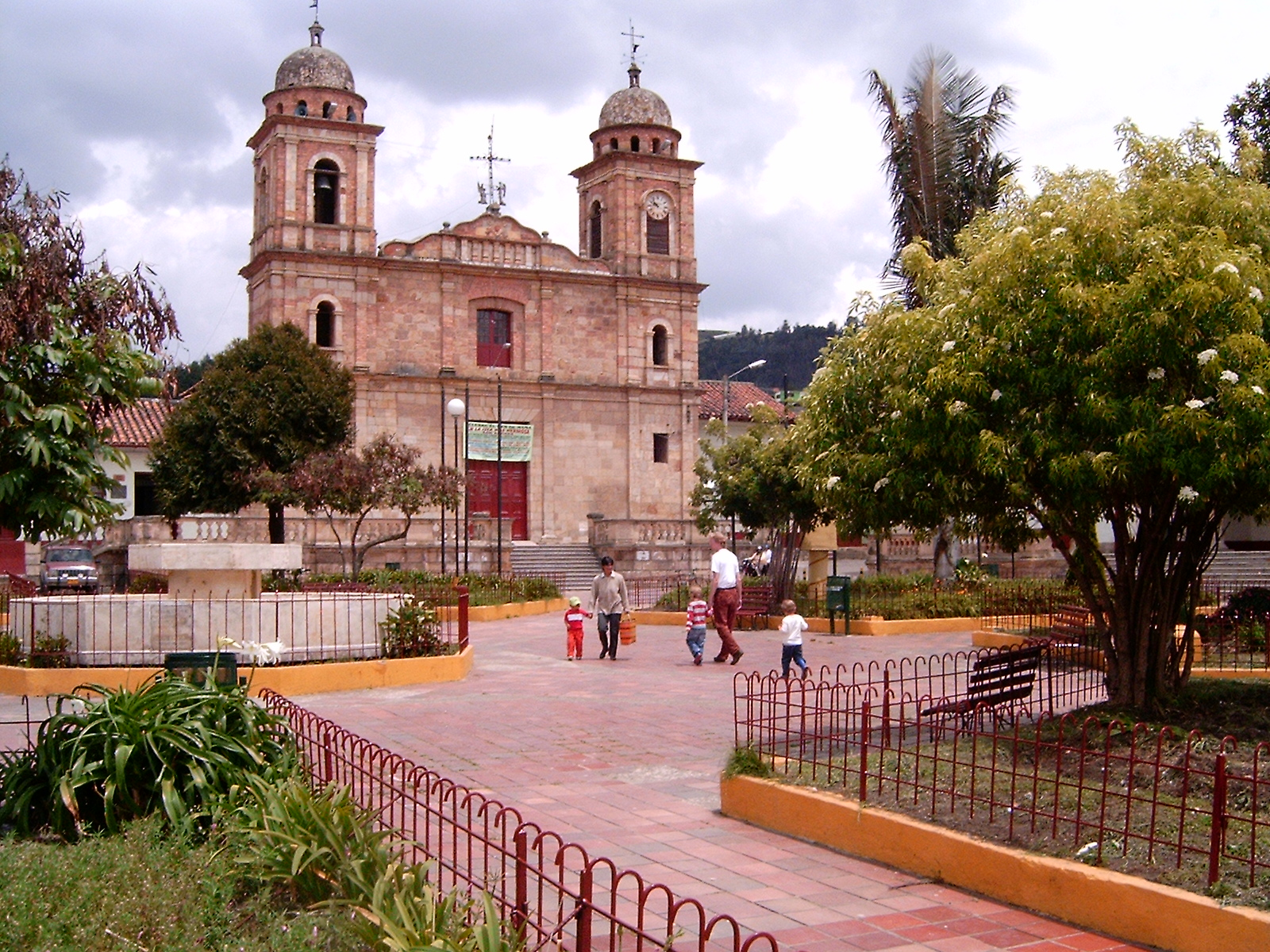
Centrale plein van Nemocón

De meeste toeristen komen naar Colombia tijdens de beroemde festivals (zoals de Feria de Cali, het Carnaval van Barranquilla, het Festival de Teatro Iberoamericano en de Feria de las Flores in Medellín). Veel mensen komen ook tijdens de kerstperiode en de festiviteiten rond de Onafhankelijkheidsviering van Colombia.
Voormalig president Uribe heeft vanaf 2002 hard gewerkt aan het vergroten van de stabiliteit en veiligheid van Colombia. Dit heeft hij vooral gerealiseerd door de militaire inspanningen en de aanwezigheid van politie door het hele land te vergroten. Dit heeft een positief effect gehad op de economie van het land, vooral het toerisme. In 2006 verwachtte het land circa 1,5 miljoen internationale toeristen – 50% meer dan het voorgaande jaar. Zelfs Lonely Planet, de uitgever van de bekende reisgidsen voor rugzaktoeristen, heeft Colombia gekozen als een van de 10 belangrijkste bestemmingen voor 2006.
Liefhebbers van ornithologie of vogelkunde kunnen 1851 soorten vogels ontdekken waarvan 81 soorten die alleen in Colombia voorkomen, deze soorten zijn endemisch. Natuurliefhebbers, voorstanders van duurzaam toerisme en ecotoerisme kunnen 45.000 soorten planten bekijken waaronder de nationale boom van Colombia de waspalm, Ceroxylon quindiuense.
De Nederlandse regering geeft niet één reisadvies voor heel Colombia. Voor enkele toeristische gebieden gelden geen bijzondere risico's, voor andere gebieden wordt reizen sterk afgeraden.
Werelderfgoed
- Haven, forten en groep monumenten in Cartagena - 1984
- Nationaal Park Los Katíos - 1994
- Historisch centrum van Santa Cruz de Mompox - 1995
- Nationaal archeologisch park van Tierradentro - 1995
- Archeologisch park van San Agustín - 1995
- Reservaat Malpelo - 2006
- Eje Cafetero - 2011

Musea
- Museo de Antioquia met onder meer een collectie van Fernando Botero
- Bank of Republic Collection (Bogota)
- Salón de Artistas Colombianos
- Goudmuseum (centrum Bogota)
- Archeologisch museum (Pasca)
- Kasteel San Felipe (Cartagena)
- Nationaal museum (Bogota)

Ecotoerisme
- Parque Nacional del Café - Montenegro, Quindío
- Parque Nacional Natural Los Nevados - nabij Manizales
- Botanische tuin van Bogota
- Parque Nacional Natural Tayrona - nabij Santa Marta en Taganga
- Tatacoawoestijn
- Parque Nacional Chicamocha - Santander
- De eilanden Gorgona en Malpelo

## Colombiaanse literatuur
Colombiaanse dichters en romanschrijvers hebben door de omvang van het Spaanse taalgebied altijd een internationaal publiek bediend. Een vroege bekende naam is die van de dichter José Asunción Silva (1865-1896) die mee aan de wieg stond van het Latijns-Amerikaanse modernisme. Met het magisch realisme van Gabriel García Márquez (1927-2014) werd ook de niet-spaanstalige wereld zich bewust van de Colombiaanse literaire scène, wat uiteindelijk concreet gestalte kreeg in de toekenning van de Nobelprijs in 1982.
De turbulente sociale en politieke ontwikkelingen in Colombia inspireerde specifiek Colombiaanse romangenres. Gustavo Álvarez Gardeazábal (1945) schreef met Cóndores no entierran todos los días ("Condors worden niet elke dag begraven") een bekende vertegenwoordiger van de novela de la Violence (Violencia-roman).
Luis Fayad (1945) en Miguel Torres (1942) zijn vroege beoefenaars van het genre novela urbana (stadsroman). De eerste verwierf bekendheid met Los parientes de Ester ("Esthers verwanten"). Latere vertegenwoordigers zijn Laura Restrepo (1950), Mario Mendoza (1964), Andrés Caicedo (1951–1977), Antonio Caballero (1945) en
Alonso Salazar (1960). Bij verscheidene van deze auteurs vormt de cocaïnehandel een belangrijk thema of minstens een permanente achtergrond, vandaar de naam "narcoroman" voor een bepaald subgenre.
De nieuwste generatie Colombiaanse romanschrijvers gaat terug op zoek naar een nationale identiteit in het post-Escobartijdperk. Juan Gabriel Vásquez (1973) verwierf in 2011 erkenning met El ruido de las cosas al caer ("Het geluid van dingen die vallen"), bekroond met de Premio Alfaguara. Pablo Montoya (1963) won in 2015 de Rómulo Gallegosprijs voor zijn het jaar daarvoor verschenen Tríptico de la infamia ("Drieluik van de schande").